# ハイペリオン・レコード
ハイペリオン・レコード（Hyperion Records Limited）は、クラシック音楽を専門とするインディペンデント・レコードレーベルである。

## 歴史
「ハイペリオン」という社名は、ギリシア神話に登場するティーターンの一人、ヒュペリーオーンにちなんでいる。ジョージ・エドワード・ペリー（「テッド」という愛称で広く知られている）によって、1980年に設立された。初期のLP盤録音には、ロビン・ミルフォード、アラン・ブッシュ、マイケル・バークレーといったの指揮者による、普段あまり録音されることのない20世紀のイギリス音楽も含まれている。中世音楽研究家であるクリストファー・ペイジと、彼の指揮する合唱団ゴシック・ヴォイスによるヒルデガルト・フォン・ビンゲンの作品の録音が、非常に高い評価を受け広く人気を集めたこともあり、ハイペリオンの事業は成功を収めた。現在、ハイペリオンの代表は、テッド・ペリーの息子であるサイモン・ペリーが務めている。

## 有名な録音
ハイペリオンは、いわゆるマイナー作品、特にそれまで演奏家のレパートリーから外されていたロマン派のピアノ協奏曲や、スコットランドのロマン派の作曲家、ルネサンスからバロック期のイギリス音楽といった作品の録音を手掛けることにより、広く知られるようになっていった。中でも、レスリー・ハワードによるフランツ・リストピアノ独奏曲の全曲録音集は、非常に有名である。伴奏ピアニストのグレアム・ジョンソン監修の下行われたフランツ・シューベルトの歌曲全集録音や、ロバート・キングが指揮するキングズ・コンソートによるヴィヴァルディの宗教音楽全集の録音（録音後にヴィヴァルディの新しい宗教曲が発見されたので、現在では全集とはなっていない）、ヘンデルの多くのオラトリオ、パーセルの合唱曲でも高い評価を受けている。また、カール・レーヴェ、ロベルト・シューマン、フェリックス・メンデルスゾーン、リヒャルト・シュトラウスの歌曲全集も名盤の誉れ高い。
大英帝国勲章受勲者であるカナダのピアニストのアンジェラ・ヒューイットは、ハイペリオンのためにバッハの鍵盤楽曲全集（そのうち平均律クラヴィーア曲集については2度）の録音を行っている。同様に、クリストファー・ヘリックも、自作のオルガン作品全曲をハイペリオンで録音している。
最近では、スティーヴン・ハフが、ラフマニノフのピアノ協奏曲全曲と、作曲者オリジナル版によるパガニーニの主題による狂詩曲の録音を行った。ほか、ロマン派のヴァイオリン協奏曲とロマン派のチェロ協奏曲録音もリリースされている。
ハイペリオンにおいて特筆すべきは、そのレパートリーの幅の広さであり、12世紀から21世紀にわたる音楽作品をカバーしている。
ハイペリオンがリリースした録音は、1996年、1998年、2002年、及び2010年のグラモフォン賞を始め多くの賞を受賞している。

## 2004年の訴訟
2004年、ハイペリオンはライオネル・ソーキンスとの間で起こった法的紛争に巻き込まれた。ソーキンスは音楽作品の校訂者であり、彼が校訂したミシェル＝リシャール・ドラランドの作品が、ハイペリオンの録音に使用されていた。ソーキンスは、自分の校訂版に係る音楽著作権のロイヤルティーを求めて、ハイペリオンに対する訴えを起こした。ハイペリオンは、当該版はソーキンス自身が作曲したオリジナルなものではないので著作権は発生しておらず、また、ソーキンスは印税（hire fee）という形で演奏家からその使用と引換えに支払を受けていると主張した。2004年5月に訴訟が提起されたが、裁判官はソーキンスの請求をほぼ認容する判決を下した。ハイペリオンは、2005年3月に控訴したが、控訴審は原審を維持した。ソーキンスが請求した損害賠償の額自体は少なかったものの、その訴訟のためにハイペリオンが投じた費用は数百万ポンドに上った 。そのため、ハイペリオンは一時期事業の存続が危ぶまれる事態にまで陥ったが、音楽家、消費者、作曲家から多くの金銭的援助が寄せられ、その危機を脱している。たとえば、ハイペリオンのピアニストであるマルカンドレ・アムランは、シャルル＝ヴァランタン・アルカンのピアノ独奏による協奏曲再録音の理由の一つに、この経営危機を挙げている。